# 大瀬 (八潮市)
大瀬（おおぜ）は、埼玉県八潮市にある町名および大字。現行行政地名は大瀬一丁目から五丁目および大字大瀬。郵便番号は340-0822。

## 地理
八潮市南部の沖積平野に位置する。首都圏新都市鉄道つくばエクスプレス八潮駅があり、八潮市の中心地域として開発が進められている。土地区画整理が完了した一丁目から五丁目と、住居表示未実施の大字地区に分かれる。
南北に細長く、中川で北側の上大瀬と南側の下大瀬に分断されている。これは大正時代の河川改修によるものである。
東は三郷市戸ケ崎・大場川を挟んで葛飾区水元、西は八潮、南は伊勢野(飛地)・古新田、北は伊勢野・南川崎と隣接している。中川の周辺を除いたほぼ全域が市街化区域である。

### 地価
住宅地の地価は2017年（平成29年）1月1日の公示地価によれば大瀬3-4-46の地点で17万円/m2となっている。

## 由来
中川右岸の沖積地に位置し自然堤防上に集落が発展したことから、大きな川の浅瀬が発展したことに因むと云われている。

## 歴史
もとは江戸期より存在した武蔵国埼玉郡八条領に属する大瀬村であった。

### 沿革
- はじめは幕府領[6]。なお、検地は1627年（寛永4年）に実施。
- 1662年（寛文2年）より旗本森川氏の知行地となる[6]。また、大瀬の獅子舞が始まる。
- 幕末の時点では埼玉郡に属し、明治初年の『旧高旧領取調帳』の記載によると、旗本森川織部の知行[7]。
- 1868年（慶応4年）6月19日 - 武蔵知県事・山田政則（忍藩士）の管轄となる。
- 1869年（明治2年）1月13日 - 武蔵知県事・河瀬秀治の管轄区域に小菅県を設置、同県の管轄となる。県庁は葛飾郡小菅村に置かれる。
- 1871年（明治4年）11月14日 - 太政官布告第594号により小菅県を廃止。埼玉県の管轄となる。
- 1872年（明治5年） - 大区小区制施行により第1区に属す。
- 1879年（明治12年）3月17日 - 郡区町村編制法により成立した南埼玉郡に属す。郡役所は岩槻町に設置。
- 1889年（明治22年）4月1日 - 町村制施行に伴ない、南埼玉郡伊勢野村、二町目村、木曽根村、南川崎村、垳村、古新田村と合併し、南埼玉郡潮止村が成立、大瀬村は潮止村の大字大瀬となる。
- 1920年（大正9年） - 中川の河川改修により、地域が二分される[8][9]。両地域の往来はこの際に架けられた潮止橋が担うこととなった[6]。
- 1956年（昭和31年）9月28日 - 八幡村、八條村と合併し、南埼玉郡八潮村が成立。八潮村の大字となる。
- 1964年（昭和39年）10月1日 - 町制施行により、八潮町の大字となる。
- 1972年（昭和47年）1月15日 - 市制施行により、八潮市の大字となる。
- 1985年（昭和60年）1月24日 - 地内に首都高速6号三郷線が建設され、開通する。
- 1994年（平成8年）5月10日 - 八潮南部都市区画整理事業[10]の都市計画決定[4]。
- 2005年（平成17年）8月24日 - 地内につくばエクスプレスが建設され、大字大瀬字稗田788番地1に八潮駅が開業する。
- 2010年（平成22年）11月28日 - 地内に新中川橋が建設され、開通する。
- 2015年（平成27年）1月31日 - 八潮駅周辺の区画整理事業（八潮南部中央一体型特定土地区画整理事業（八潮市南部中央地区））の完成により、町名および地番の変更を行い地区の一部にて住居表示が実施され、大瀬一丁目〜五丁目（大字大瀬のほかに大字伊勢野字根通・字助九、大字古新田字仕込を含む）が成立。一部には大字大瀬が残る。

## 世帯数と人口
2017年（平成29年）10月1日現在の世帯数と人口は以下の通りである。
| 大字・丁目 | 世帯数    | 人口    |
| ---------- | --------- | ------- |
| 大瀬       | 1,725世帯 | 3,820人 |
| 大瀬一丁目 | 987世帯   | 1,984人 |
| 大瀬二丁目 | 123世帯   | 186人   |
| 大瀬三丁目 | 299世帯   | 467人   |
| 大瀬四丁目 | 849世帯   | 1,466人 |
| 大瀬五丁目 | 414世帯   | 606人   |
| 大瀬六丁目 | 148世帯   | 185人   |
| 計         | 4,545世帯 | 8,714人 |

## 小・中学校の学区
市立小・中学校に通う場合、学区は以下の通りとなる。
| 大字・丁目 | 番地                                          | 小学校               | 中学校             |
| ---------- | --------------------------------------------- | -------------------- | ------------------ |
| 大瀬       | 1〜99 1345〜1861                              | 八潮市立中川小学校   | 八潮市立潮止中学校 |
| 大瀬       | 844〜859 899〜900 904〜905                    | 八潮市立大曽根小学校 | 八潮市立大原中学校 |
| 大瀬       | 100〜232 237〜272 288〜409 537〜550 932〜1282 | 八潮市立大瀬小学校   | 八潮市立潮止中学校 |
| 大瀬       | その他                                        | 八潮市立大瀬小学校   | 八潮市立大原中学校 |
| 大瀬一丁目 | 1の2〜11                                      | 八潮市立大曽根小学校 | 八潮市立大原中学校 |
| 大瀬一丁目 | その他                                        | 八潮市立大瀬小学校   | 八潮市立大原中学校 |
| 大瀬二丁目 | 全域                                          | 八潮市立大瀬小学校   | 八潮市立大原中学校 |
| 大瀬三丁目 | 全域                                          | 八潮市立大瀬小学校   | 八潮市立潮止中学校 |
| 大瀬四丁目 | 全域                                          | 八潮市立大瀬小学校   | 八潮市立潮止中学校 |
| 大瀬五丁目 | 全域                                          | 八潮市立大瀬小学校   | 八潮市立潮止中学校 |
| 大瀬六丁目 | 全域                                          | 八潮市立大瀬小学校   | 八潮市立潮止中学校 |

## 交通

### 鉄道
- 首都圏新都市鉄道つくばエクスプレス八潮駅

### 道路
- 首都高速6号三郷線
  - 八潮パーキングエリア
- 千葉県道・東京都道・埼玉県道54号松戸草加線
  - 新中川橋 - バイパス道路に架かる
  - 潮止橋
- 潮止通り
- 古新田通り

## 公園・緑地
- やしお駅前公園
- 大瀬運動公園
- 大瀬北公園
- 大瀬中央公園
- 八潮南公園
- 大瀬もみの木児童公園

## 施設

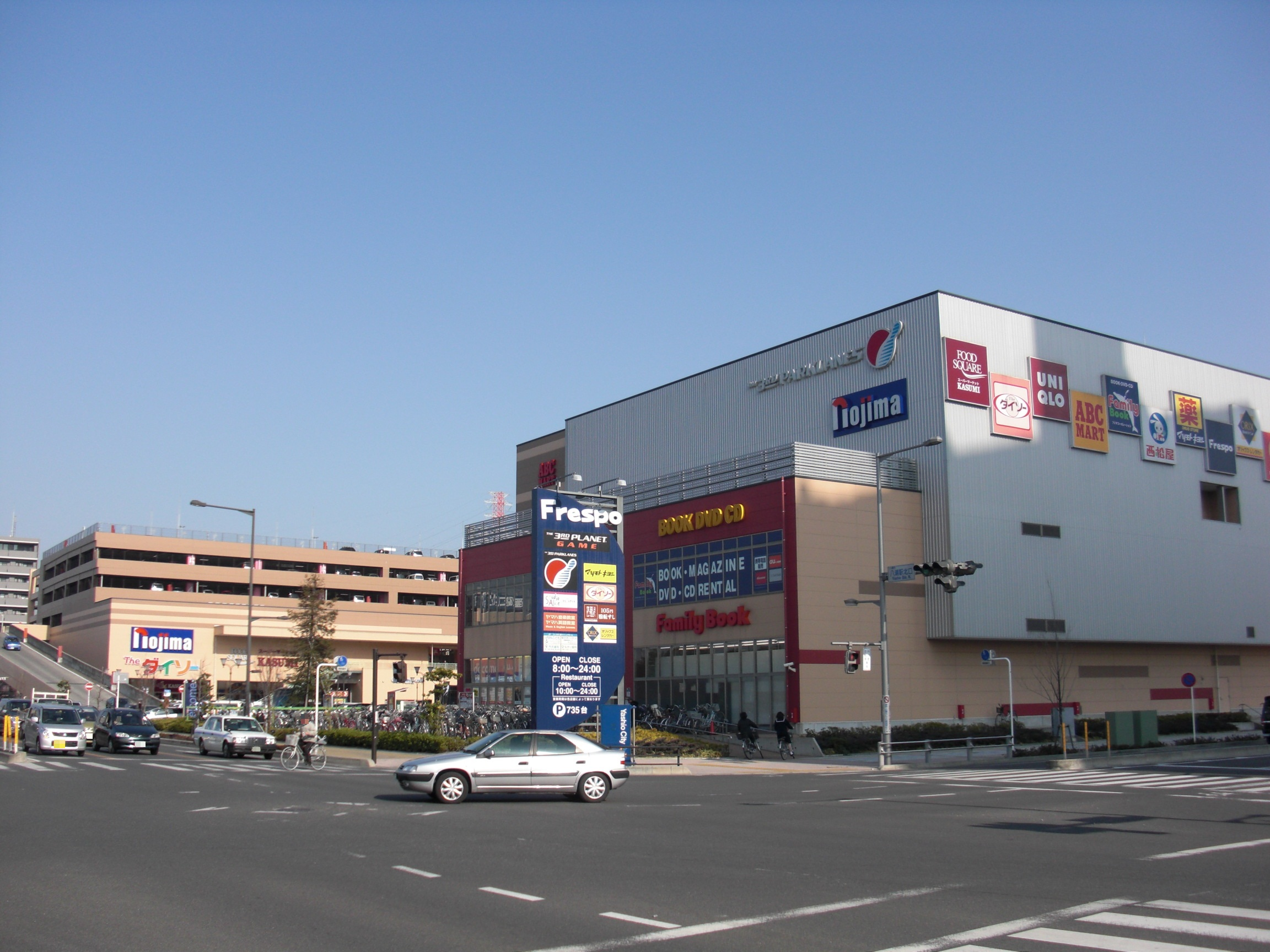
Frespo八潮

- TX AVENUE八潮
- Frespo八潮
- 八潮市立大瀬小学校
- 八潮市立おおぜ学童保育所
- 八潮市立中川小学校
- 八潮市役所駅前出張所
- 八潮市立駅前保育所
- 草加警察署八潮駅前交番
- 八潮駅前郵便局
- 千葉銀行八潮駅前支店
- 八潮古新田郵便局
- 八潮市鳥内排水機場
- 宝光寺
- 大瀬氷川神社
- 三社稲荷神社
- アレフ大瀬施設
- イワコー本社
- モンテール本社